# Jesse Gimblett
Jesse Gimblett (né le 4 janvier 1985 à Newtonville, dans la province de l'Ontario au Canada) est un joueur professionnel canadien de hockey sur glace.

## Carrière en club
En 2000, il commence sa carrière avec les Cougars de Cobourg dans l'OPJHL. Il devient joueur professionnel en 2009 s'alignant alors les Falcons de Springfield dans la Ligue américaine de hockey. Rejoignant l'Université de l'Alberta afin de compléter un baccalauréat, il devient pour une demi saison entraîneur-adjoint à leur club de hockey, les Golden Bears. Sont passage universitaire complété, il quitte alors vers la EIHL et s'aligne avec les Cardiff Devils.

## Statistiques
| Saison    | Équipe                  | Ligue |    | Saison régulière | Saison régulière | Saison régulière | Saison régulière | Saison régulière |   | Séries éliminatoires | Séries éliminatoires | Séries éliminatoires | Séries éliminatoires | Séries éliminatoires |
| Saison    | Équipe                  | Ligue | PJ | B                | A                | Pts              | Pun              | PJ               | B | A                    | Pts                  | Pun                  |                      |                      |
| 2000-2001 | Cougars de Cobourg      | OPJHL | 49 | 13               | 17               | 30               | 23               | -                | - | -                    | -                    | -                    |                      |                      |
| 2001-2002 | Attack d'Owen Sound     | LHO   | 63 | 15               | 8                | 23               | 27               | -                | - | -                    | -                    | -                    |                      |                      |
| 2002-2003 | Attack d'Owen Sound     | LHO   | 68 | 13               | 22               | 35               | 81               | 4                | 1 | 0                    | 1                    | 0                    |                      |                      |
| 2003-2004 | Spirit de Saginaw       | LHO   | 66 | 10               | 23               | 33               | 46               | -                | - | -                    | -                    | -                    |                      |                      |
| 2004-2005 | Spirit de Saginaw       | LHO   | 64 | 18               | 14               | 32               | 86               | -                | - | -                    | -                    | -                    |                      |                      |
| 2005-2006 | Spirit de Saginaw       | LHO   | 66 | 21               | 26               | 47               | 116              | 4                | 2 | 1                    | 3                    | 6                    |                      |                      |
| 2006-2007 | Université de l'Alberta | SIC   | 38 | 12               | 11               | 23               | 44               | -                | - | -                    | -                    | -                    |                      |                      |
| 2007-2008 | Université de l'Alberta | SIC   | 23 | 8                | 10               | 18               | 28               | -                | - | -                    | -                    | -                    |                      |                      |
| 2008-2009 | Université de l'Alberta | SIC   | 28 | 12               | 11               | 23               | 34               | -                | - | -                    | -                    | -                    |                      |                      |
| 2009-2010 | Université de l'Alberta | SIC   | 25 | 17               | 11               | 28               | 50               | -                | - | -                    | -                    | -                    |                      |                      |
| 2009-2010 | Falcons de Springfield  | LAH   | 4  | 0                | 1                | 1                | 6                | -                | - | -                    | -                    | -                    |                      |                      |
| 2010-2011 | Barons d'Oklahoma City  | LAH   | 12 | 1                | 1                | 2                | 10               | -                | - | -                    | -                    | -                    |                      |                      |
| 2010-2011 | Thunder de Stockton     | ECHL  | 43 | 13               | 9                | 22               | 98               | -                | - | -                    | -                    | -                    |                      |                      |
| 2011-2012 | Condors de Bakersfield  | ECHL  | 59 | 17               | 20               | 37               | 138              | -                | - | -                    | -                    | -                    |                      |                      |
| 2012-2013 | Cardiff Devils          | EIHL  | 29 | 9                | 10               | 19               | 54               | 4                | 3 | 1                    | 4                    | 4                    |                      |                      |